# Crataegus nitidula
Crataegus nitidula är en rosväxtart som beskrevs av Charles Sprague Sargent. Crataegus nitidula ingår i Hagtornssläktet som ingår i familjen rosväxter. Utöver nominatformen finns också underarten C. n. nitidula.